# Parlamentswahl in Guinea-Bissau 2019
Wahlen in Guinea-Bissau 2019 (en.: Legislative elections) wurden in dem westafrikanischen Land Guinea-Bissau am 10. März 2019 durchgeführt. Sie wurden ursprünglich für den 18. November 2018 angesetzt in Folge einer Vereinbarung, die im April 2018 von der Westafrikanischen Wirtschaftsgemeinschaft (ECOWAS) zwischen Präsident José Mário Vaz und der Opposition ausgehandelt worden war, aber die Zählung der Wahlberechtigten (electoral census) konnte erst am 20. November abgeschlossen werden und Premierminister Aristides Gomes schlug in der Folge den 16. Dezember, den 30. Dezember oder den 27. Januar 2019 als mögliche alternative Termine vor. Der Wahltermin wurde nach einem Präsidentenerlass im Dezember 2018 endgültig festgelegt.
Die Partido Africano da Independência da Guiné e Cabo Verde (PAIGC) errang 47 der 102 Sitze und blieb die größte Partei. Obwohl der Verlust von zehn Sitzen zu einer Pattsituation (Hung parliament) im Parlament führte, gaben vor der Wahl getroffene Vereinbarungen mit der Assembleia do Povo Unido – Partido Democrático da Guiné-Bissau (APU-PDGB, Assembly of the People United), welche fünf Sitze errang, der Partido da Nova Democracia (PND, New Democracy Party, ein Sitz) und der União para a Mudança (UM, Union for Change, ein Sitz) der von der PAIGC geführten Koalition eine Mehrheit von sechs Sitzen in der Nationalen Volksversammlung, der Assembleia Nacional Popular da Guiné-Bissau.

## Wahlsystem
Die 102 Mitglieder der Nationalen Volksversammlung wurden auf zwei Arten gewählt: 100 durch Verhältniswahl mit geschlossenen Listen (closed list proportional representation) aus 27 Wahlkreisen mit mehreren Abgeordneten und zwei aus Wahlkreisen mit nur einem Abgeordneten für im Ausland lebende Bürger in Afrika und Europa.

## Durchführung
Der Wahltag verlief friedlich, und Präsident Vaz erklärte: „Niemand wurde getötet, es gab keine Kämpfe, keinen Putsch, keine willkürlichen Verhaftungen und keine politischen Gefangenen. Stattdessen herrscht Meinungsfreiheit und das Recht, sich zu versammeln.“ („no-one has been killed, no fights, no coup, without random arrests and without political prisoners. Instead, there is freedom of expression and the right to assemble.“) Berichten zufolge war die Wahlbeteiligung hoch.

## Ergebnisse

Sitzverteilung im Parlament von Guinea-Bissau 2019

| Partei                            | Partei                                                                   | Stimmen | %     | Sitze | +/-   |
| --------------------------------- | ------------------------------------------------------------------------ | ------- | ----- | ----- | ----- |
|                                   | Partido Africano da Independência da Guiné e Cabo Verde (PAIGC)          | 212.148 | 35,22 | 47    | ▼ −10 |
|                                   | Partido para a Renovação Social (PRS)                                    | 127.104 | 21,10 | 21    | ▼ −20 |
|                                   | Movimento para Alternância Democrática, Grupo dos 15 (Madem G15)         | 126.935 | 21,07 | 27    | neu   |
|                                   | Assembleia do Povo Unido–Partido Democrático da Guiné-Bissau (APU-PDGB)  | 51.049  | 8,47  | 5     | neu   |
|                                   | Patriotic Front of National Salvation                                    | 13.926  | 2,31  | 0     | neu   |
|                                   | Partido da Convergência Democrática (PCD)                                | 9.864   | 1,64  | 0     | ▼ −2  |
|                                   | Partido da Nova Democracia (PND)                                         | 9.019   | 1,5   | 1     |       |
|                                   | União para a Mudança (UM)                                                | 8.535   | 1,42  | 1     |       |
|                                   | Resistência da Guiné-Bissau-Movimento Bafatá (RGB-MB)                    | 6.959   | 1,16  | 0     |       |
|                                   | African National Congress (ANC)                                          | 6.005   | 1,0   | 0     | neu   |
|                                   | Patriotic Movement                                                       | 5.756   | 0,96  | 0     | neu   |
|                                   | Movement for Development                                                 | 4.542   | 0,75  | 0     | neu   |
|                                   | Guinean Patriotic Union                                                  | 4.407   | 0,73  | 0     | 0     |
|                                   | Partido Social Democrática (PSD)                                         | 2.854   | 0,47  | 0     | 0     |
|                                   | Party of Justice, Reconciliation and Labor–Platform of Democratic Forces | 2.849   | 0,47  | 0     | neu   |
|                                   | Movimento Democrático Guineense                                          | 2.789   | 0,46  | 0     | neu   |
|                                   | Partido Republicano para a Independência e Desenvolvimento (PRID)        | 2.622   | 0,44  | 0     | 0     |
|                                   | Democratic Centre                                                        | 2.444   | 0,41  | 0     | neu   |
|                                   | Partido da Unidade Nacional (PUN)                                        | 958     | 0,16  | 0     | neu   |
|                                   | Democratic Party for Development                                         | 861     | 0,14  | 0     | neu   |
|                                   | Partido do Manifesto do Povo (PMP)                                       | 755     | 0,13  | 0     | 0     |
|                                   |                                                                          |         |       |       |       |
| Gültige Stimmen                   | Gültige Stimmen                                                          | 602.381 | 93,38 |       |       |
| Ungültige Stimmen                 | Ungültige Stimmen                                                        | 42.704  | 6,62  |       |       |
| Gesamt                            | Gesamt                                                                   | 645.085 | 100   | 102   |       |
| Nichtwähler                       | Nichtwähler                                                              | 119.591 | 16,31 |       |       |
| Wahlberechtigte / Wahlbeteiligung | Wahlberechtigte / Wahlbeteiligung                                        | 761.676 | 84,69 |       |       |

## Nachwirkungen
Nach den Wahlen wurde zunächst der stellvertretende Präsident der PAIGC, Domingos Simões Pereira, als neuer Premierminister vorgeschlagen. Präsident Vaz weigerte sich jedoch, ihn zu ernennen, nachdem die Beziehungen der beiden gebrochen ist. Der Stillstand wurde schließlich Ende Juni 2019 aufgehoben, als der amtierende Aristides Gomes wiederernannt wurde.